# 오픈크리틱
오픈크리틱(OpenCritic)은 비디오 게임용 리뷰 집계 웹사이트이다. 오픈크리틱은 사이트에 나열된 게임에 대한 여러 비디오 게임 간행물에 대한 비평가의 리뷰를 나열한다. 그런 다음 웹 사이트는 모든 수치 리뷰를 평균하여 수치 점수를 생성한다. 오픈크리틱의 모든 게임에서 게임을 추천하는 비평가의 비율 및 상대적 순위와 같은 몇 가지 다른 지표도 사용할 수 있다.

## 개요
오픈크리틱은 비디오 게임 리뷰를 위한 외부 웹사이트 링크를 수집하여 독자에게 랜딩 페이지를 제공한다. 리뷰에는 점수가 매겨진(총점에 입력된) 리뷰와 인기 있는 유튜브 리뷰어의 리뷰를 포함하여 점수가 매겨지지 않은 리뷰가 모두 포함된다. 리뷰는 3가지 방식으로 요약된다. 점수를 0-100 척도로 정규화한 후 최고 비평가가 작성한 모든 수치 리뷰의 단순 평균 점수를 취하여 계산한 '최고 비평가 평균', 모든 리뷰의 백분율을 나타내는 권장 백분율 게임 추천(무점수 리뷰 포함), 사이트의 모든 게임 분포에서 게임의 총점을 나타내는 백분위 순위. 사이트 사용자는 이러한 리뷰 소스를 신뢰할 수 있는 출판물로 표시할 수 있으며, 이는 리뷰가 사용자에게 표시되는 방식에 반영되고 해당 사용자에 대한 개인화된 총 점수를 생성할 뿐만 아니라 콘텐츠를 사용자에게 맞춤화할 수 있다.
오픈크리틱의 게임 등급은 다음과 같다.
- 강력(Mighty): 백분위수 90 이상
- 유력(Strong): 백분위수 60 이상 90 미만
- 양호(Fair): 백분위수 30 이상 60 미만
- 미약(Weak): 백분위수 30 미만